# Gomez Addams
Gomez Addams is de fictieve patriarch van de eveneens fictieve Addams Family. Hij is bedacht door striptekenaar Charles Addams voor een strip in het tijdschrift The New Yorker.
In de originele strips van Charles Addams had Gomez, net als alle familieleden, nog geen naam. Zijn naam werd pas door Charles bedacht toen de strip werd omgezet naar de Addams familiy televisieserie in 1964.
Gomez is van Spaanse afkomst. Hij heeft een kenmerkende snor, en draagt altijd een donker pak.

## Familiebanden
Gomez is getrouwd met Morticia Addams. In de originele serie is hij de zoon van Oma Addams, maar in latere incarnaties is hij haar schoonzoon. Samen met Morticia heeft hij twee kinderen: Wednesday en Pugsley. Op de eerste televisieserie na is Gomez in alle incarnaties de broer van Fester Addams (in de eerste serie was Fester de oom van Morticia). Gomez' grootvader aan vaders kant is Squint Addams.

## Persoonlijkheid
Gomez Addams is altijd opgewekt en optimistisch. Hoewel hij het hoofd van het huishouden is, is hij erg kinderlijk en naïef. Verder komt hij over als een charmante en succesvolle man. Hij is bijna bovenmenselijk atletisch en acrobatisch.
Gomez is erg rijk, zowel vanwege een erfenis als door eigen investeringen. Hoewel hij een succesvolle zakenman is, lijkt hij maar weinig om geld te geven. Vaak geeft hij het in grote bedragen uit. In de originele serie had Gomez wereldwijd bedrijven, waaronder een krokodillenboerderij, een zoutmijn, een grafsteenfabriek en een uraniummijn. Vaak vergat hij helemaal dat hij eigenaar was van een bepaald bedrijf.
Gomez heeft rechten gestudeerd, maar was een van de slechtste studenten van zijn klas. Hij oefende maar zelden, en houdt ervan om zaken te verliezen. In de aflevering "The Addams Family Goes to Court" van The New Addams Family werd vermeld dat hoewel Gomez nog nooit een zaak heeft gewonnen, hij er ook nog nooit een heeft verloren.
Gomez heeft verschillende hobby's. Hij heeft een kinderlijke passie voor speelgoed, en dan met name modeltreintjes. Deze laat hij graag ontsporen door stukken rails op te blazen. Hij rookt sigaren, en is een ervaren jongleur en messenwerper. Hoewel Gomez liever gevechten uit de weg gaat, is hij wel erg bedreven in verschillende gevechtsvormen, met name schermen.
Gomez heeft een sterke relatie met Morticia en noemt haar vaak bij namen als Querida ("lieveling") en Cara Mia ("mijn liefde").

## Acteurs
In de originele televisieserie werd Gomez gespeeld door John Astin. Astin deed ook Gomez' stem in een aflevering van The New Scooby-Doo Movies waarin de familie meedeed. In de eerste animatieserie werd Gomez' stem gedaan door Lennie Weinrib. In de tweede animatieserie deed John Astin Gomez' stem weer.
Gomez werd gespeeld door Raúl Juliá in de films The Addams Family en Addams Family Values. In 1998 nam Tim Curry de rol op zich voor de film Addams Family Reunion.
In de serie The New Addams Family werd Gomez gespeeld door Glenn Taranto.
In de Netflix televisieserie Wednesday uit 2022 wordt Gomez Addams vertolkt door Luis Guzmán.